# روزنامه‌های کردی

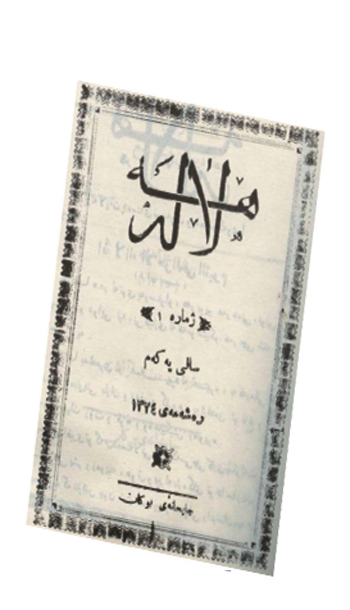
هلاله به زبان کردی سورانی و فارسی در بوکان سال ۱۳۲۴ خورشیدی، این مجله به سردبیری حسن قزلجی در بوکان منتشر می‌شد.

روزنامه‌های کردی به نشریاتی گفته می‌شود که به گویش‌های مختلف زبان کردی نوشته و منتشر بشوند. نخستین روزنامۀ کردی روزنامۀ‌ کردستان بود که در سال ۱۸۹۸ میلادی (۱۲۷۷ خورشیدی) از سوی مقداد مدحت بدرخان در قاهره چاپ شد. در ایران نیز مطبوعات کردی پیشینه‌ای بیش از صد ساله دارند. نخستین روزنامۀ کردی در ایران روژی کرد نام داشت که در سال ۱۹۱۲ میلادی توسط محمد ترجانی‌زاده در ارومیه منتشر شده‌است.

## کردستان ایران

### نخستین نشریه: روژی کُرد (کردستان)
نخستین نشریه کُردی در ایران نشریه روژی کُرد (کردستان) بود که از سال ۱۹۱۲ تا ۱۹۱۴ به سردبیری عبدالرزاق بدرخان و صاحب‌امتیازی اسماعیل آقای سمکو در ارومیه منتشر می‌شد. یکی از اهالی بوکان به نام ملا محمد قزلجی ترجانی زاده انتشار آن را بر عهده داشته‌است.

### نشریات کردی در جمهوری مهاباد
در دوران جمهوری مهاباد و با تشکیل جمعیت احیای کُرد (ژ-ک) مجلات کُردی مستقل متعددی انتشار یافته‌اند،‌که از میان آن‌ها می‌توان به موارد زیر اشاره کرد: مجله نیشتمان (۳ شماره)، مجله هه‌لاله (۳ شماره)، مجله گروگالی مندالان (۳ شماره) و مجله ئاوات
چاپ مجله نیشتمان در آن وضعیت که چاپخانهٔ وجود نداشت در منطقهٔ مکریان کاری بسی دشوار بود؛ مجله می‌بایست روانهٔ تبریز شود و پس از چاپ به مهاباد برگردانده شود تا به صورت مخفی پخش شود. در وضعیت پیش آمده در دوران جنگ جهانی دوم، دو چاپخانه در مهاباد و یک چاپخانه در شهر بوکان دایر و تأسیس شد. در بوکان مجلهٔ هه‌لاله در نوروز سال ۱۳۲۴ به سرپرسی حسن قزلجی منتشر شد(۲۱ مارس ۱۹۴۶). قبل از این که روزنامه کردستان منتشر شود، دو شماره از مجلهٔ کردستان انتشار یافته بود، سپس آغاز نوین و مژده بخشی در عرصهٔ روزنامه‌نگاری کُردی آغاز شد که منشأ انتشار آن روزنامهٔ کردستان بود.

### پس از کودتای ۱۳۳۲
پس از کودتای ۲۸ مرداد ۱۳۳۲، تقریباً‌ تمام نشریات در استان کردستان لغو مجوز شدند و تنها نشریۀ‌ فارسی‌زبان ندای غرب بود که توانست تا سال ۱۳۵۶ دوام بیاورد. علاوه بر این در این مدت ۴ نشریۀ‌ جدید در استان کردستان مجوز چاپ گرفت که به زبان‌های کردی و فارسی به چاپ می‌رسیدند.

### انقلاب بهمن 1357
پس از انقلاب ۱۳۵۷ تا مدتی فضای آزادی برای انتشار نشریات به وجود آمد. در این دوران نشریات کردی متعددی منتشر شد. مجلات آمانج و آوینه از سوی سازمان تبلیغات اسلامی و مجلۀ گرشەی کوردستان توسط محمد صالح ابراهیمیدر تهران منتشر شد. در شهر کرمانشاه نیز نشریه‌ای به زبان کردی به نام گروگال منتشر شد.
در دهۀ ۱۳۶۰ خورشیدی مجله‌ای به نام سروه بە سردبیری محمد امین شیخ‌السلامی مکری (هیمن) و بعداً بە سردبیری احمد قاضی منتشر شد که انتشار آن بیش از ۲۰۰ شماره ادامه یافت. علاوه بر این در همین دهه مجلۀ مهاباد به‌همراه «کانی» ویژه‌نامۀ کودکان بە سردبیری احمد بحری در شهر مهاباد منتشر شد که انتشار آن تا کنون نیز ادامه دارد.
انتشار نشریات کردی در کردستان ایران در دهۀ ۱۳۷۰ و ۱۳۸۰ رشد یافت،‌اما در دهۀ ۱۳۹۰ دوباره با افت شدید همراه بود.

### مجلات و روزنامه‌های کردی در کردستان ایران
- کردی کرمانجی شمالی:
  - تیروژ
- به کردی میانی سورانی:
  - هلاله
  - ئاشتی
  - پیام کردستان
  - سیروان
  - هاوار
  - راسان
  - روژهه‌لات
  - آسو
  - کرفتو
  - دیدگاه
  - کورده واری
  - روژان

- به کردی جنوبی:
  - گروگال
  - ندای جامعه (ده‌نگی کومه‌لگا)
  - شمیم صبا
  - صدای آزادی
  - ژ
  - زوان دالگی